# 1240 Centenaria
1240 Centenaria è un asteroide della fascia principale del diametro medio di circa 58,85 km. Scoperto nel 1932, presenta un'orbita caratterizzata da un semiasse maggiore pari a 2,8698304 UA e da un'eccentricità di 0,1705897, inclinata di 10,15006° rispetto all'eclittica.
Questo asteroide è stato chiamato così in occasione del centenario del Hamburg Observatory.